# Akupressur
Akupressur är en form av alternativmedicin på massage. Akupressören trycker, vanligtvis med fingrarna, på olika punkter på kroppen för att uppnå medicinska effekter såsom smärtlindring. Det finns inga bevis på att akupressur faktiskt kan uppnå dessa effekter och det betraktas därför som en pseudovetenskap.
Forskare vid Karolinska Institutet studerar akupressur under förlossning.
Utövare anser sig utnyttja den smärtpåverkade människans förläggande av en smärta till ett specifikt ställe på kroppen för diagnostik. Inom skolmedicinen använde man tidigare det engelska begreppet referred pain (förskjuten smärta) för att beskriva samma koncept, men detta slopades eftersom inga effekter kunnat bevisas.
På apoteken finns så kallat akupressurband att köpa receptfritt.